# 김원식 (1966년)
김원식(1966년 2월 13일 ~ )은 전 KBO 리그 야구 선수의 내야수이다.

## 출신학교
- 1981년 ~ 1984년 : 충암고등학교
- 1984년 ~ 1988년 : 동국대학교 (1984학번)